# Antônio Rufino Sobrinho
Antônio Rufino Sobrinho (Valença do Piauí, 25 de outubro de 1939 – Teresina, 17 de novembro de 2022) foi um médico e político brasileiro, outrora eleito deputado estadual pelo Piauí em 1986.

## Dados biográficos
Filho de João Rufino da Silva e Raimunda Borges da Silva. Médico formado pela Universidade de Pernambuco, tem cursos de Administração Hospitalar pelo Instituto Brasileiro de Pesquisas Hospitalares de Planejamento e de Administração de Saúde na Universidade Johns Hopkins. Como bolsista da Organização Pan-Americana da Saúde, trabalhou na Colômbia, México, Peru e Chile. Especialista em obstetrícia, dirigiu o Hospital Regional de Valença do Piauí e a Maternidade Evangelina Rosa, em Teresina. Superintendente estadual do Instituto Nacional de Assistência Médica da Previdência Social (INAMPS) e professor da Universidade Federal do Piauí, foi secretário de Saúde no governo Helvídio Nunes.
Segundo suplente de deputado estadual pelo PDS em 1982, exerceu o mandato mediante a nomeação de parlamentares para o secretariado do governador Hugo Napoleão. Eleito deputado estadual pelo PFL em 1986, ficou na sexta suplência em 1990, porém como dois parlamentares faleceram e quatro foram nomeados conselheiros do Tribunal de Contas do Piauí durante o governo Freitas Neto, exerceu nove meses de mandato efetivo no último ano da legislatura. Após migrar para o PTB, perdeu a eleição para prefeito de Valença do Piauí em 1992, mas elegeu-se segundo suplente de senador na chapa de Hugo Napoleão em 1994.